# 砲丸投

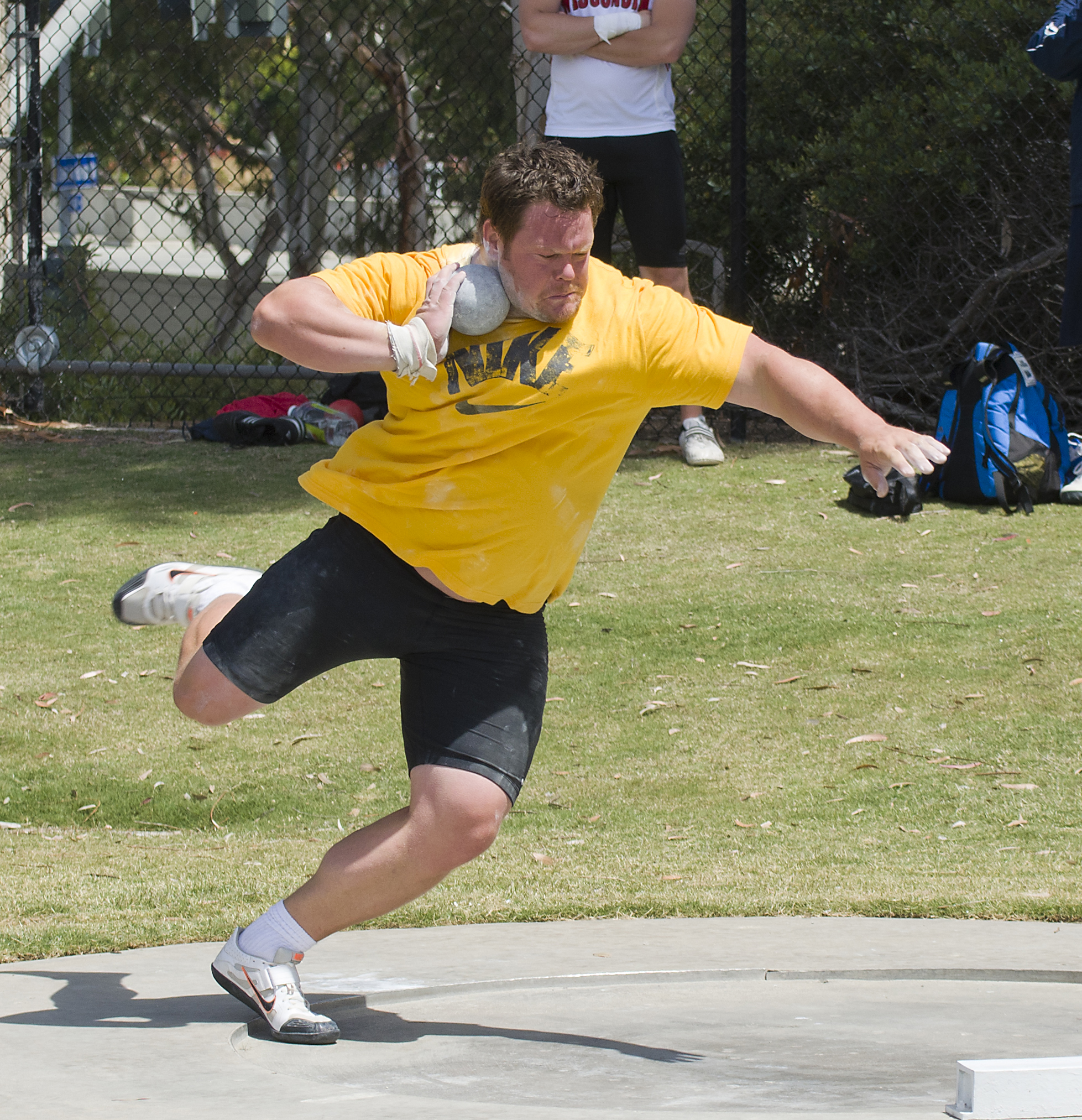
砲丸投げのディラン・アームストロング選手。

砲丸投（ほうがんなげ）は、陸上競技のうち、フィールド競技に属し、投てき競技の種目で、砲丸を遠くに投げる能力を競う競技である。
陸上競技における正しい表記は砲丸投であるが、学校教育や新聞記事など陸上競技関係者以外が多く関わる場面では砲丸投げと表記されることもある。

## 規定
砲丸の重さは、性別（男子・女子）と年齢（一般・高校・中学）によって定められている。2.135メートル（7フィート）の円内から前方に投てきする。投てきの円内を中心とする、34.92度の扇形の内側の地面に落下したものだけが有効な試技となり、それ以外の場所に落ちた投てきは記録なし（ファール）となる。線上はファールである。またサークルの中心から左右に横線が引かれており、その線の後ろ以外から出るとファールとなる。

## 投てき方法

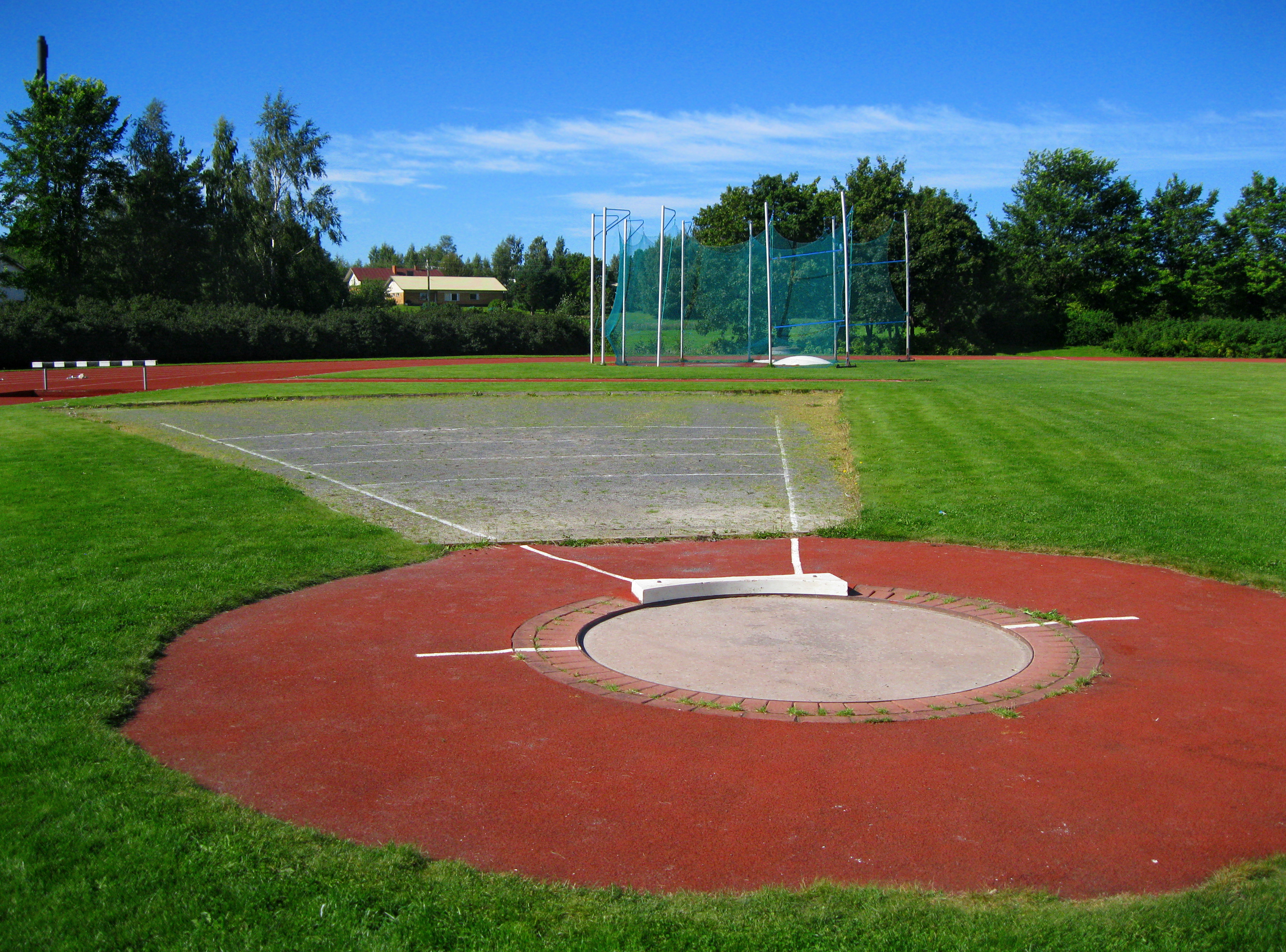
砲丸投のサークルと試技エリア

砲丸が両肩を結ぶ線より後方になってはならないため、砲丸をあご若しくは首の付近で固定し、片手で押し出すように投げる。いわゆる野球のピッチャー投げ、または投てきの手を伸ばし円盤投げの手法で投てきするのは、ファウルとなる。
また、滑りにくくするために炭酸マグネシウム(陸上用語では炭マグ(タンマグ))を砲丸や首につける選手もいる。

### グライド投法（オブライエン投法）
パリー・オブライエン(アメリカ)によって1950年代に考案された投法で、投てき方向に背を向ける形で構え、後ろ向きに助走（グライド）し、投てき方向に半回転しながら砲丸を突き出す。上体の起こしと捻りから生まれる力をより長い時間砲丸に加えることで、それまでの投法よりも飛距離を稼げることから1980年代までは世界的に最も用いられた投てき方法だった。
グライド投法は（回転投法に比べ）習得しやすく、助走なしの場合より1ｍ～2.5mの飛距離アップが見込めることから、現在でも混成競技やサブ種目として砲丸投に取り組む選手に人気の投法である。
グライド投法の最高記録は1988年のウルフ・ティンマーマン（旧東ドイツ）による23m06cmである。

### 回転投法
1970年代にブライアン・オールドフィールド(アメリカ)、アレクサンドル・バリシニコフ(ソ連)などが用いて好記録を樹立したことで注目され、現在では砲丸投の主流な投法である。2017年の世界陸上では決勝に進出した全選手が回転投法を用いた。
円盤投と同じく、片足から片足へ体重を移動させながら投てき方向に向かって１回転半し、ターンによる体の加速を砲丸に加えながら突き出す。
グライド投法と比較すると、回転投法は要求される動きが難しいテクニックのため、自分に合う最適な動きに調整するために多くの時間が必要とされている。

### 国内での運用
日本の陸上競技の円盤投及び砲丸投は、実力が世界レベルに遠い。世界では、1980年代の時点で、男女共にジュニア記録でも20メートルを超えているのに対し、日本ではまだ20メートルの壁を破った選手が居ない。
現在、日本は高校生まではグライド投法が主流であるが、大学で回転投法に移行する選手が多くなっている。（2023年日本インカレでは出場選手19人中17人が回転投法である。）
しかし、安定した記録を出せるまでに習熟するには時間のかかる投法であることから、敬遠する選手がいることも事実である。

## 起源
砲丸投の原型は、重い物を遠くに投げる「力比べ」である。その昔、石や砲弾を投げるスポーツが行なわれていた。近代的な規定は19世紀のスコットランドの競技が原形である。19世紀末当時のサークルは2メートル強の大きさの四角い囲いだったが、後に現在のような円形のものに変更された。

## 砲丸
重さは以下のように定められている。直径は、一般男子用が11cmから13cm、一般女子用が9.5cmから11cmである。2006年より中学と高校でそれぞれ現在の規格に移行した。混成競技では高校の八種競技は6kgになったが、中学の四種競技では旧来の4kgを現在でも用いている。
- 一般男子：7.260kg（16ポンド）
- 一般女子：4kg
- 高校男子：6kg（旧12ポンド＝5.443kg）
- 高校女子：4kg
- 中学男子：5kg（旧4kg）
- 中学女子：2.721kg（6ポンド）
- 世界ジュニア規格男子：6kg
- 世界ユース規格男子：5kg

## 世界歴代10傑
|    | 記録  | 名前                           | 所属             | 場所           | 日付          |
| -- | ----- | ------------------------------ | ---------------- | -------------- | ------------- |
| 1  | 23m56 | ライアン・クルーザー           | アメリカ合衆国   | ロサンゼルス   | 2023年5月27日 |
| 2  | 23m23 | ジョー・コヴァクス             | アメリカ合衆国   | チューリッヒ   | 2022年9月7日  |
| 3  | 23m12 | ランディー・バーンズ           | アメリカ合衆国   | ロサンゼルス   | 1990年5月20日 |
| 4  | 23m06 | ウルフ・ティンマーマン         | 東ドイツ         | ハニア         | 1988年5月22日 |
| 5  | 22m98 | レオナルド・ファブリ           | イタリア         | ブリュッセル   | 2024年9月15日 |
| 6  | 22m91 | アレッサンドロ・アンドレイ     | イタリア         | ヴィアレッジョ | 1987年8月12日 |
| 7  | 22m90 | トマス・ウォルシュ             | ニュージーランド | ドーハ         | 2019年10月5日 |
| 8  | 22m86 | ブライアン・オールドフィールド | アメリカ合衆国   | エルパソ       | 1975年5月10日 |
| 9  | 22m75 | ウェルナー・ギュンター         | スイス           | ケルン         | 1988年8月23日 |
| 10 | 22m67 | ケビン・トス                   | アメリカ合衆国   | ローレンス     | 2003年4月19日 |

|    | 記録  | 名前                   | 所属             | 場所           | 日付          |
| -- | ----- | ---------------------- | ---------------- | -------------- | ------------- |
| 1  | 22m63 | ナタリア・リソフスカヤ | ソビエト連邦     | モスクワ       | 1987年6月7日  |
| 2  | 22m45 | イローナ・スルピアネク | 東ドイツ         | ポツダム       | 1980年5月11日 |
| 3  | 22m32 | ヘレナ・フィビンゲロバ | チェコスロバキア | ニトラ         | 1977年8月20日 |
| 4  | 22m19 | クラウディア・ロッシュ | 西ドイツ         | ハインフェルト | 1987年8月23日 |
| 5  | 21m89 | イワンカ・フリストワ   | ブルガリア       | ベルメケン     | 1976年7月4日  |
| 6  | 21m86 | マリアンヌ・アダム     | 東ドイツ         | ライプツィヒ   | 1979年6月23日 |
| 7  | 21m76 | 李梅素                 | 中華人民共和国   | 石家荘         | 1988年4月23日 |
| 8  | 21m73 | ナタリア・アフリメンコ | ソビエト連邦     | Leselidze      | 1988年5月21日 |
| 9  | 21m69 | ヴィタ・パブリシュ     | ウクライナ       | ブダペスト     | 1998年8月20日 |
| 10 | 21m66 | 隋新梅                 | 中華人民共和国   | 北京           | 1990年6月9日  |

## エリア記録
| エリア     | 記録  | 名前                     | 所属             | 場所         | 日付          |
| ---------- | ----- | ------------------------ | ---------------- | ------------ | ------------- |
| アフリカ   | 22m10 | チュクエブカ・エネクエチ | ナイジェリア     | ユージーン   | 2025年7月5日  |
| アジア     | 21m80 | ムハンマド・トロ         | サウジアラビア   | マドリード   | 2024年6月21日 |
| ヨーロッパ | 23m06 | ウルフ・ティンマーマン   | 東ドイツ         | ハニア       | 1988年5月22日 |
| 北アメリカ | 23m56 | ライアン・クルーザー     | アメリカ合衆国   | ロサンゼルス | 2023年5月27日 |
| 南アメリカ | 22m61 | ダルラン・ロマニ         | ブラジル         | パロアルト   | 2019年6月30日 |
| オセアニア | 22m90 | トマス・ウォルシュ       | ニュージーランド | ドーハ       | 2019年10月5日 |

| エリア     | 記録  | 名前                         | 所属             | 場所           | 日付          |
| ---------- | ----- | ---------------------------- | ---------------- | -------------- | ------------- |
| アフリカ   | 18m43 | ヴィヴィアン・チュクウエメカ | ナイジェリア     | ウォルナット   | 2003年4月19日 |
| アジア     | 21m76 | 李梅素                       | 中華人民共和国   | 石家荘         | 1988年4月23日 |
| ヨーロッパ | 22m63 | ナタリア・リソフスカヤ       | ソビエト連邦     | モスクワ       | 1987年6月7日  |
| 北アメリカ | 20m96 | ベルシー・ラサ               | キューバ         | メキシコシティ | 1992年5月2日  |
| 南アメリカ | 19m30 | エリザンジェラ・アドリアーノ | ブラジル         | トゥンハ       | 2001年7月14日 |
| オセアニア | 21m24 | バレリー・アダムス           | ニュージーランド | 大邱           | 2011年8月29日 |

## U20世界記録
|   | 距離  | 名前           | 所属             | 場所         | 日付          |
| - | ----- | -------------- | ---------------- | ------------ | ------------- |
| 1 | 23m00 | ジャッコ・ギル | ニュージーランド | オークランド | 2013年8月18日 |

|   | 距離  | 名前                       | 所属     | 場所       | 日付         |
| - | ----- | -------------------------- | -------- | ---------- | ------------ |
| 1 | 20m54 | アストリッド・クンバーヌス | 東ドイツ | Orimattila | 1989年7月1日 |

## 日本歴代10傑
|    | 距離  | 名前                   | 所属                         | 日付           |
| -- | ----- | ---------------------- | ---------------------------- | -------------- |
| 1  | 19m09 | 奥村仁志               | センコー                     | 2024年8月30日  |
| 2  | 18m85 | 中村太地               | チームミズノ                 | 2018年5月20日  |
| 3  | 18m78 | 畑瀬聡                 | 群馬綜合ガードシステム       | 2015年6月28日  |
| 4  | 18m64 | 山田壮太郎             | 法政大学                     | 2009年10月5日  |
| 4  | 18m64 | 武田歴次               | 栃木スポーツ協会             | 2021年6月27日  |
| 6  | 18m56 | アツオビン・ジェイソン | 福岡大学                     | 2023年10月24日 |
| 7  | 18m53 | 野口安忠               | 日本大学                     | 1998年5月3日   |
| 8  | 18m43 | 村川洋平               | スズキ                       | 2006年7月2日   |
| 9  | 18m36 | 岩佐隆時               | チーム佐賀スポーツピラミッド | 2023年6月4日   |
| 10 | 18m33 | 森下大地               | KAGOTANI                     | 2025年8月16日  |

|   | 距離  | 名前       | 所属               | 日付          |
| - | ----- | ---------- | ------------------ | ------------- |
| 1 | 18m22 | 森千夏     | スズキ             | 2004年4月18日 |
| 2 | 17m57 | 豊永陽子   | 徳島陸協           | 2004年6月5日  |
| 3 | 16m79 | 市岡寿実   | 国士舘大学職員     | 2004年6月5日  |
| 4 | 16m57 | 郡菜々佳   | 九州共立大学       | 2017年9月8日  |
| 5 | 16m47 | 太田亜矢   | 福岡大学           | 2017年5月14日 |
| 6 | 16m22 | 鈴木文     | スポーツプラザ丸長 | 1993年4月29日 |
| 7 | 16m05 | 篠崎浩子   | 福島県体協         | 1997年5月5日  |
| 8 | 16m04 | 大野史佳   | 埼玉大学           | 2021年4月29日 |
| 9 | 16m00 | 林香代子   | 熊本高教           | 1977年12月4日 |
| 9 | 16m00 | 白井裕紀子 | 滋賀陸協           | 2012年9月1日  |

## 高校歴代10傑
|    | 距離  | 名前                   | 所属                     | 日付           |
| -- | ----- | ---------------------- | ------------------------ | -------------- |
| 1  | 19m28 | アツオビン・ジェイソン | 大阪桐蔭高等学校         | 2020年11月3日  |
| 2  | 18m74 | 山田暉斗               | 法政大学第二高等学校     | 2022年8月5日   |
| 3  | 18m21 | 幸長慎一               | 生光学園高等学校         | 2015年7月31日  |
| 4  | 18m14 | 稲福颯                 | 岐阜市立岐阜商業高等学校 | 2018年8月6日   |
| 5  | 18m08 | 大垣尊良               | 北海道厚真高等学校       | 2025年6月12日  |
| 6  | 18m02 | 井本幸喜               | 大阪府立都島工業高等学校 | 2003年6月28日  |
| 7  | 17m80 | 石山歩                 | 花園中学校・高等学校     | 2014年6月20日  |
| 8  | 17m70 | 仲松美勇士クリシュナ   | 沖縄県立中部商業高等学校 | 2009年8月29日  |
| 9  | 17m66 | 菅原和紀               | 宮城県飯野川高等学校     | 2007年10月19日 |
| 10 | 17m53 | 田村凪                 | 開志国際高等学校         | 2024年5月23日  |

## 日本人各種最高記録
| 記録                 | 距離  | 名前                   | 所属               | 日付          |
| -------------------- | ----- | ---------------------- | ------------------ | ------------- |
| ジュニア記録(7.26kg) | 17m40 | 畑瀬聡                 | 日本大学           | 2001年9月29日 |
| ジュニア記録(6.0kg)  | 19m28 | アツオビン・ジェイソン | 大阪桐蔭高等学校   | 2020年11月3日 |
| 高校記録(6.0kg)      | 19m28 | アツオビン・ジェイソン | 大阪桐蔭高等学校   | 2020年11月3日 |
| 中学記録(5.0kg)      | 17m85 | 奥村仁志               | 大野市立和泉中学校 | 2015年10月3日 |

| 記録                | 距離  | 名前     | 所属                   | 日付           |
| ------------------- | ----- | -------- | ---------------------- | -------------- |
| ジュニア記録(4.0kg) | 16m24 | 郡菜々佳 | 九州共立大学           | 2016年10月23日 |
| 高校記録(4.0kg)     | 15m70 | 郡菜々佳 | 東大阪大学敬愛高等学校 | 2015年10月5日  |
| 中学記録(2.721kg)   | 17m45 | 奥山琴未 | 岡山市立上道中学校     | 2019年6月9日   |